# Сердце Соломона

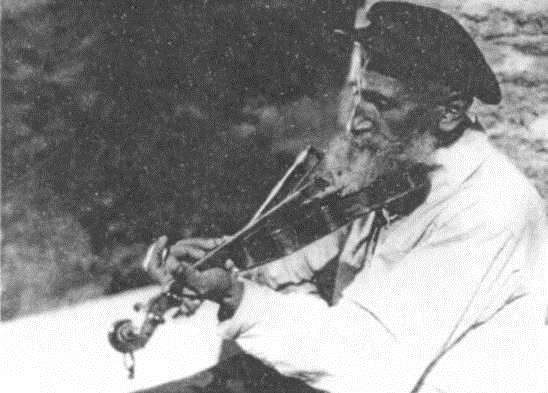
Кадр из фильма «Сердце Соломона»

«Сердце Соломона» (другое название — «Интернационал») — советский чёрно-белый немой художественный фильм, снятый режиссёрами Сергеем Герасимовым и Михаилом Кресиным в 1932 году на студии Совкино (Ленинград).
Премьера фильма состоялась 7 июня 1932 года.
Фильм до наших дней не сохранился.

## Сюжет
Фильм снят на фоне борьбы с обвинениями в великодержавном шовинизме, когда власти усилили критику русского прошлого, а также всячески поддерживали разработку «еврейской темы» в советском кинематографе. В итоге до середины 1930-х годов было снято несколько десятков «еврейских» картин, где эта тема была главенствующей, либо проходила вторым планом.
Кинолента повествует, как это было принято в эпоху социального заказа и промфинплана, о сельскохозяйственной коммуне «Красные степи», в которой самоотверженно и совершенно добровольно трудятся плечом к плечу представители всех национальностей СССР, составляя заявленный в названии картины Интернационал. Главной сюжетной линией картины была история еврея Соломона, вступившего в коммуну, чтобы стать настоящим крестьянином, как все настоящие люди, а не несчастным мелким торговцем из вымирающего «штетла», и сразу же наталкивающегося на привычный антисемитизм окружающих. Но еврейский пахарь Соломон выходит победителем в соревновании на скорость пахотных работ, в котором принимают участие потомственные хлеборобы. Бывший кулак будет разоблачён и вернётся туда, откуда пришёл, то есть в тюрьму, Соломону поставят на вид за мягкосердечие и примиренчество, а коммуна будет цвести и расцветать.

## В ролях
- Анна Заржицкая — Вера
- Валерий Соловцов — председатель коммуны
- Николай Городничев — Стопач
- Владимир Гардин — председатель сельсовета
- Виктор Портнов — Соломон
- Павел Курзнер — Костя, секретарь совета коммуны
- Александр Громов — красногвардеец